# Belgicella racovitzana
Belgicella racovitzana is een zeester uit de familie Freyellidae.
De wetenschappelijke naam van de soort werd in 1903 gepubliceerd door Hubert Ludwig. De soort werd vernoemd naar Emil Racoviță, wetenschappelijk leider van het biologisch onderzoek tijdens de Belgische Antarctische expeditie.